# Хушенга
Ху́шенга — село в Хилокском районе Забайкальского края, административный центр сельского поселения «Хушенгинское»
В селе — станция Хушенга Забайкальской железной дороги на Транссибирской магистрали.
Население — 1519 чел. (2021). 

## География
Расположено в центральной части района, на правом берегу реки Хилок, в 35 км к северо-востоку от районного центра — города Хилок.

## История

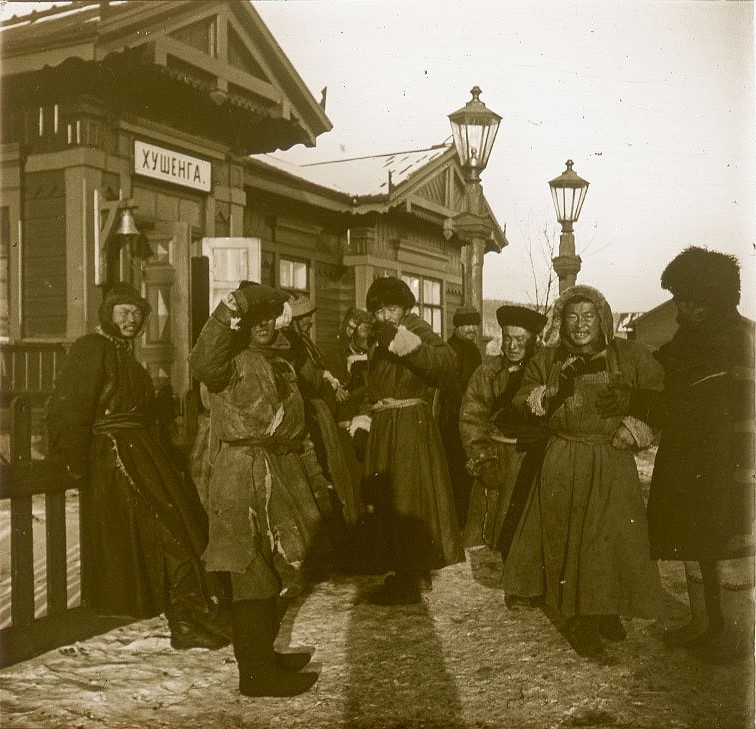
Буряты на станции Хушенга, 1904 год.

В 1895 году, при строительстве Транссибирской магистрали, заложена железнодорожная станция Хушенга, при которой построены лесопильный завод и церковь. Население занималось обслуживанием железной дороги и лесными промыслами. В 1930—1950-х годах часть жителей работала в колхозе «Красный партизан», с 1944 — в Хилокском ЛТХ. На 1991 год в селе действовали: Хилокский лестранхоз, Хушенгинский леспромхоз, лесничество, КБО, пекарня, столовая, школа, детский сад, Дом культуры, клуб, школьный музей, 2 библиотеки, 2 фельдшерских пункта.

## Население
| 2010 | 2021  |
| ---- | ----- |
| 1770 | ↘1519 |

## Экономика
Основное занятие жителей — работа на железнодорожных предприятиях и в АО «Хушенгинский ЛПХ». 